# Blezseny
Blezseny (románul Blăjeni) község Romániában, Erdélyben, Hunyad megyében.

## Fekvése
Brádtól északkeletre fekvő település.

## Története
A falu nevét 1439-ben említette először oklevél Balafalwa néven. A település ekkor a világosi vár körösbányai kerületéhez tartozott. 1525-ben Blasanfalwa, 1733-ban Blasen, 1808-ban Blesény, 1888-ban Blezsény néven írták. 1910-ben 3337 lakosából 10 magyar, 3275 román, 52 cigány volt. Felekezetileg 3324 fő görögkeleti ortodox volt.